# Aureliano Bolognesi
Aureliano Bolognesi (ur. 15 listopada 1930 w Genui, zm. 30 marca 2018 tamże) – włoski bokser, złoty medalista XV Letnich Igrzysk Olimpijskich w Helsinkach (1952) w wadze lekkiej. W finale olimpijskim w 1952 pokonał Aleksego Antkiewicza.